# Elizabeth Adler
Elizabeth Adler (ur. 1950 w Yorkshire) – brytyjska pisarka, jedna z najpopularniejszych na świecie autorek literatury dla kobiet.

## Życiorys
Urodziła się w Yorkshire, hrabstwie w północno-wschodniej Anglii. Spędziła wiele lat podróżując ze swoim mężem po świecie. Opublikowała ponad trzydzieści kobiecych powieści, przełożonych na wiele języków i trafiających na listy bestsellerów w wielu krajach.

## Książki przełożone na język polski (wybór)[3]
- 2001: W rytmie serca (In a Heartbeat)
- 2004: Zaproszenie do Prowansji (Invitation to Provence)